# Forêt nationale de Salmon-Challis
La forêt nationale de Salmon-Challis – ou Salmon-Challis National Forest en anglais – est une aire protégée américaine dans l'Idaho. Créée le 1er juillet 1908, cette forêt nationale protège 17 142 km2.